# チャイナ・ズン
チャイナ・ズン（中国尊、中国語: 中信集团总部大楼、英語: China Zun）は、中華人民共和国北京市朝陽区北京商務中心区にある109階建て、高さ528mの超高層ビルであり、北京市最高層の建築物である。

## 概要
高さ528メートルのビルは中国国際貿易センター第三期の高さを抜き、北京市内で最も高い超高層建築物となった。完成当時2018年においては世界7位（現在は8位）、中国国内では4位（現在は5位）の高さであった。
建築設計はコーン・ペダーセン・フォックスが担当した
。エンジニアリングはアラップ。
名称は中国古代の祭器尊に由来している。
中国中信集団公司の本部が入居している。
105階から107階に展望台が設置されている。

## 沿革

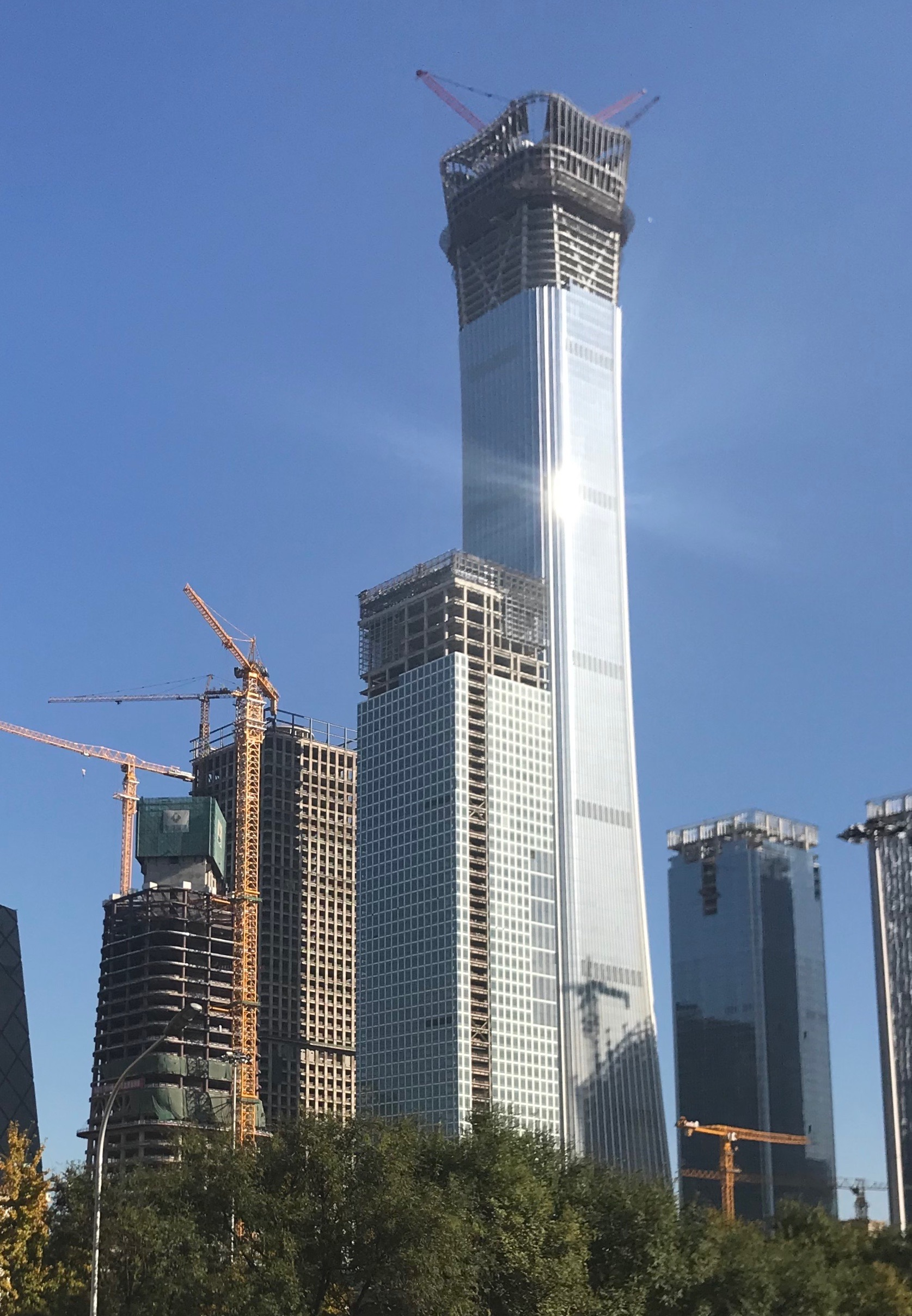
建設中の中国尊

- 2012年9月19日　建築に着手。
- 2017年　最頂部に到達。
- 2018年12月28日　完成。